# Crossoloricaria bahuaja
Crossoloricaria bahuaja är en fiskart som beskrevs av Chang och Castro, 1999. Crossoloricaria bahuaja ingår i släktet Crossoloricaria och familjen Loricariidae. Inga underarter finns listade i Catalogue of Life.